# Leonhard Schultze-Jena
Leonhard Sigmund Schultze (* 28. Mai 1872 in Jena; † 28. März 1955 in Marburg) war ein deutscher Zoologe und Anthropologe. 1912 erhielt er durch die Ehrung seines Vaters Bernhard Sigmund Schultze (1827–1919) den Zusatz Schultze-Jena im Namen.

## Biografie
Schultze war der Sohn des Gynäkologen Bernhard Sigmund Schultze und Auguste Freiin von und zu Egloffstein. Seinem Vater war aufgrund seiner hervorragenden Leistungen in seinem medizinischen Fachgebiet von Großherzog Wilhelm von Sachsen-Weimar-Eisenach die Ehrung erteilt worden, den Familiennamen „Schultze-Jena“ führen zu dürfen. Schultze Jena hatte vier Brüder – Waldemar, Erich, Kurt und Hans – und eine Schwester – Marie. Diese heiratete später den Verleger Gustav Adolf Fischer, in dessen Verlag Schultze-Jena in der Folge einen Großteil seiner wissenschaftlichen Werke publizierte.
1891 nahm Leonhard Schultze-Jena zunächst das Studium der Medizin und Naturwissenschaften auf in Lausanne, Kiel und Jena auf. Nach dem Physikum wechselte er sein Fachgebiet und betätigte sich fortan in der Zoologie. 1896 beendete er das Studium mit einer Dissertation in dieser Disziplin. Drei Jahre später folgte die sich an eine Assistententätigkeit bei Ernst Haeckel anschließende Habilitation. In den Jahren nach
1899 war Schultze Jena selbst als Dozent für Zoologie in Jena tätig.
Seine Lehrtätigkeit unterbrach er 1903 für eine dreijährige Expedition in Deutsch-Südwestafrika. Im Auftrag der Kolonialabteilung des Auswärtigen Amtes sollte er dort die Grundlagen der Fischerei an der Westküste Südafrikas zu untersuchen. Er weitete seine Forschungen allerdings sowohl regional auf das Landesinnere als auch thematisch aus. So betrieb er weiterhin anthropologische Forschungen über die Nama, von diesen berichtet er in seinen Veröffentlichungen neben zoologischen, botanischen und geographischen Studien. Über das Massaker an den Hereros durch die deutschen Truppen unter Lothar von Trotha 1904 berichtete er, dass, obwohl der Ausbruch der Kämpfe die Sammlung und Konservierung von Tieren schwierig mache, es doch die Möglichkeit zur physischen Anthropologie gebe: „Andererseits konnte ich mir die Opfer des Krieges zu nutze machen und frischen Leichen von Eingeborenen Teile entnehmen, die das Studium des lebenden Körpers (gefangene Hottentotten [Nama] standen mir häufig zu Gebote) willkommen ergänzten.“
Zurück an der Jenaer Universität wechselte Schultze-Jena erneut sein Fachgebiet und schloss sich dem Lehrstuhl für Geografie an. Ab 1907 führte er den Titel außerordentlicher Professor der Geografie. Durch die Professur wurde ihm im Jahre darauf finanziell die Heirat mit Anna Clara Luise Focke ermöglicht. Mit ihr gründete er eine Familie und zog drei Töchter auf.
1910 nahm Schultze im Auftrag des Reichskolonialamtes an einer deutsch-niederländischen Expedition nach Deutsch-Neuguinea teil. Zweck der Expedition war, die Grenze zwischen Kaiser-Wilhelms-Land und dem niederländischen Westneuguinea zu kartieren. Die engen Beziehungen zum Reichskolonialamt, die ihm die vorangegangenen Forschungen in Afrika eingebracht hatten, verhalfen ihm zu diesem Auftrag. Im Februar/März 1910 hielt sich die Expedition an der Mündung des Tami-Flusses auf. Im März/April 1910 führte Schultze Verhandlungen in Batavia, dem heutigen Jakarta und Buitenzorg. Ab 4. Mai 1910 machte er vorbereitende Reisen, erkundete den Fluss Tami sowie Vanimo. In der Oro (Provinz) wurde ein, durch eine Sandbank vom Waria River abgetrenntes Flussstück, welches kürzer als ein Kilometer ist, nach Schultze als Leonhard Schultze River benannt.
Bis 1913 hatte Schultze eine Professur für Geografie an der Christian-Albrechts-Universität zu Kiel, wo er ab 1912 auch das Museum für Völkerkunde der Universität Kiel leitete.
Schultze hatte von 1913 bis 1937 den Lehrstuhl für Geographie der Philipps-Universität Marburg inne.
1913 wurde er zum Mitglied der Deutschen Akademie der Naturforscher Leopoldina gewählt. Im gleichen Jahr erhielt er die Cothenius-Medaille der Leopoldina.
Mit dem Ausbruch des Ersten Weltkriegs meldete Leonhard Schultze Jena sich 1915 freiwillig zur Infanterie. In den darauffolgenden Jahren kämpfte und forschte er zeitgleich im heutigen Makedonien. Er geriet in Kriegsgefangenschaft, aus der er 1919 wieder nach Deutschland zurückkehrte. Zwischen April und August 1922 vervollständigte er seine während des Krieges gewonnenen Erkenntnisse durch eine Reise durch den Balkan, wozu er auch publizierte. Nach seiner ersten Zeit auf dem Balkan hatte er sich in Marburg erfolgreich für die Schaffung eines Instituts für das Grenz- und Auslandsdeutschtum eingesetzt. Das Institut wurde anschließend von ihm bis 1925 geleitet.
Die letzte große Expedition Leonhard Schultze-Jenas fand in den Jahren 1929–31 in Mittelamerika statt. Angeregt durch eine enge Freundschaft mit dem Altamerikanisten Walter Lehmann und gefördert von der Notgemeinschaft der Deutschen Wissenschaft, dem Universitätsbund Marburg und dem Committee on Research in American Native Languages widmete er sich dem Studium „lebender Indianersprachen nach modernen Methoden.“ 1930 machte Schultze drei Monate dauernde Untersuchungen in der Region von Izalco. Anfang 1932 wurde ein großer Teil der von Schultze beobachteten Menschen beim Genozid im Westen El Salvadors ermordet. Aufbauend auf diese Forschungen entstand zwischen 1933 und 1938 das in drei Bänden erscheinende Werk Indiana. 1935 erschien bei Gustav Fischer in Jena Indiana II – Mythen in Muttersprache der Pipil von Izalco in El Salvador.
Anschließend beschäftigte Leonhard Schultze Jena sich ausgiebig mit dem Übersetzen und Studieren alter überlieferter Texte und Sagen aus Mittelamerika. Daraus ergab sich 1944 die Publikation eines seiner wichtigsten Werke, einer Übersetzung des „Popol Vuh“, des Schöpfungsmythos und
heiligen Buchs der Quiché-Indianer. Bereits 1937 war Schulze-Jena emeritiert.
Objekte aus Schulze-Jenas Nachlass wurden von der Göttinger Ethnologischen Sammlung erworben.

## Veröffentlichungen
- Aus Namaland und Kalahari. Bericht an die königlich Preussische Akademie der Wissenschaften zu Berlin über eine Forschungsreise im westlichen und zentralen Südafrika in den Jahren 1903 – 1905, Jena 1907.
- Zoologische und anthropologische Ergebnisse einer Forschungsreise westlichen und zentralen Südafrika ausgeführt in den Jahren 1903–1905 mit Unterstützung der Kgl. Preussischen Akademie der Wissenschaften, Jena, Gustav Fischer, 1904.
- Zoologische und anthropologische Ergebnisse einer Forschungsreise im westlichen und zentralen Südafrika ausgeführt in den Jahren 1903 - 1905, Bd. 5: Zur Kenntnis des Körpers der Hottentotten und Buschmänner, in: Denkschriften der medizinisch-naturwissenschaftlichen Gesellschaft zu Jena, Bd. 5 (3): S. 147–227, 1928
- Petermanns Geographische Mitteilungen, S. 324;
- Zeitschrift der Gesellschaft für Erdkunde zu Berlin 1909, S. 623–624;
- Zeitschrift der Gesellschaft für Erdkunde, Berlin 1910, S. 668–669;
- Zeitschrift der Gesellschaft für Erdkunde, Berlin 1911, S. 128, 361–365.
- Forschungen im Innern der Insel Neuguinea: Bericht des Führers über die wissenschaftlichen Ergebnisse der deutschen Grenzexpedition in das westliche Kaiser-Wilhelmsland 1910, Mittler, Berlin, 1914. (Digitalisat)
- in der Serie: Das deutsche Kolonialreich Bd. 2 T. 2., Südwestafrika, Bibliographisches Institut, Leipzig 1914
- mit Leonhard Siegmund: Makedonien: Landschafts- und Kulturbilder, Gustav Fischer, Jena 1927
- Quellenwerke zur alten Geschichte Amerikas, aufgezeichnet in den Sprachen der Eingeborenen. Vol. VI.
- Indiana I. Leben, Glaube und Sprache der Quiché von Guatemala, Gustav Fischer, Jena 1933
- Indiana II: Mythen in der Muttersprache der Pipil von Izalco in El Salvador Gustav Fischer, Jena 1935
- Indiana III. Bei den Azteken, Mixteken und Tlapaneken der Sierra Madre del Sur von Mexiko, Jena, Gustav Fischer. 1938
- Der Wortschatz des Popol Vuh
- Popol Vuh – Das Heilige Buch der Quiché-Indianer von Guatemala, Stuttgart/Berlin: Kohlhammer 1944
- Gliederung des Alt-Aztekischen Volks in Familie, Stand und Beruf. Aus dem aztekischen Urtext Bernardino de Sahagún's. Übersetzt und Erläutertert von Dr. Leonhard Schultze Jena. Quellenwerke zur alten Geschichte Amerikas, aufgezeichnet in den Sprachen der Eingeborenen. Herausgegeben vom Ibero-Amerikanischen Institut Stuttgart, W. Kohlhammer, 1952, 336 Seiten.
- Tradccion Antonio Goubaud Carrera y Herbert D. Sapper in Biblioteca de cultura popular; Vol. 49: La vida y las crencias de los indígenas quichés de Guatemala Guatemala: Ed. del Ministerio de educación pública Centro ed. „José de Pineda Ibarra“, Guatemalacity, 1954
- Alt-aztekische Gesänge: Nach einer in der Biblioteca Nacional von Mexiko aufbewahrten Handschrift übersetzt und erläutert Hrsg. Leonhard Schultze. Nach seinem Tode hrsg. von Gerdt Kutscher
- Mitos y lenyendas de los pipiles de Iizalco Leonhard Schultze, Cáceres. 1982, San Salvador Tomo II